# Hans Biermann (Verleger, 1954)

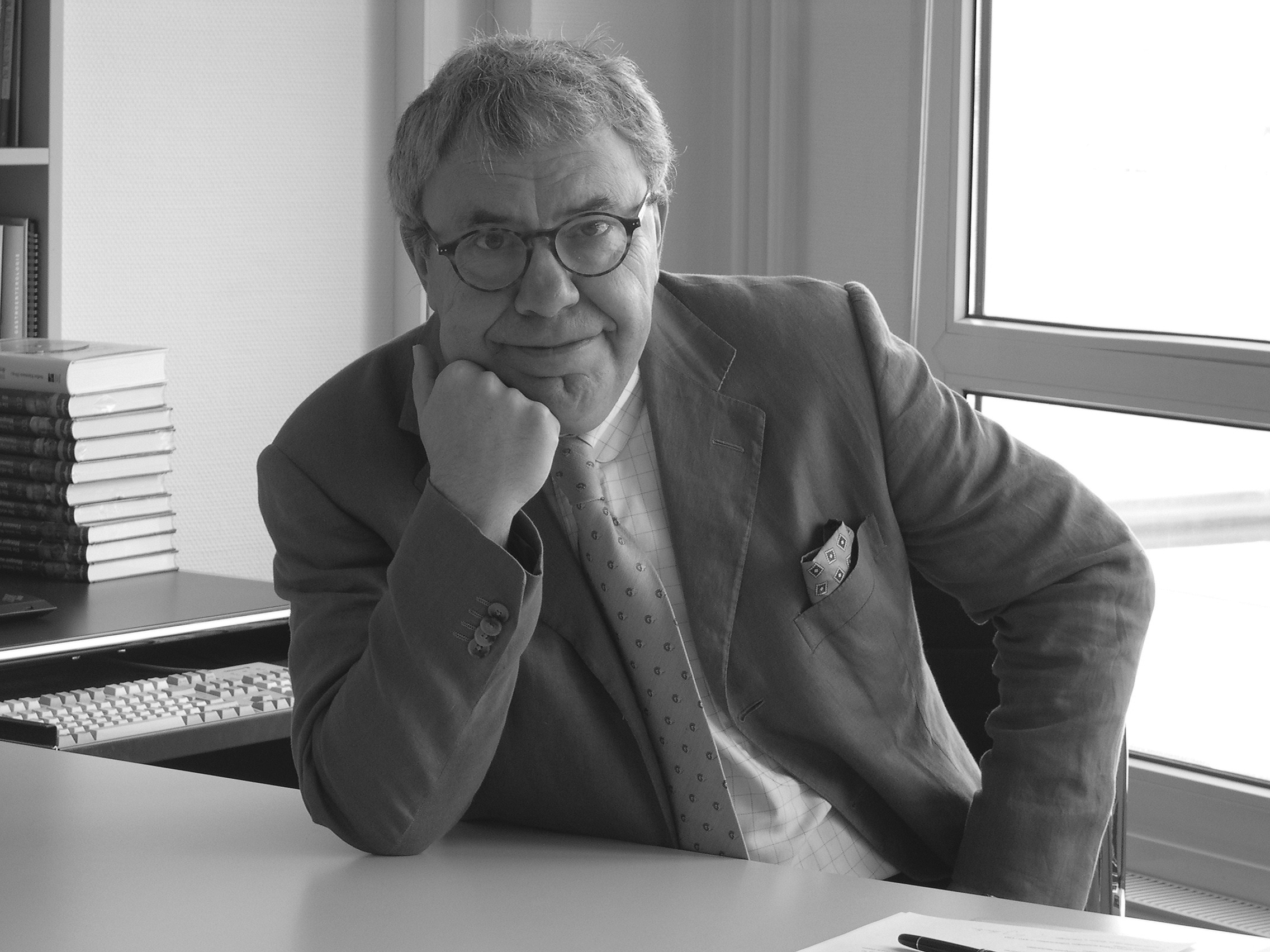
Hans Biermann

Hans Biermann (* 1954 in Lünen) ist ein deutscher Verleger.

## Leben und Wirken
Biermann studierte Medizin an der Universität Münster und absolvierte eine Facharztweiterbildung zum Augenarzt an den Universitätskliniken Münster und Aachen. Das Studium schloss er mit der Promotion ab. 1989 gründete er die Biermann Verlag GmbH, bei der ab 1990 eine Reihe von Zeitschriften und Büchern erschienen. 1999 gründete Biermann die Digital-Tochterfirma MedCon Health Contents AG, die als deutscher Partner von „Reuters Health“ eines der größten medizinischen Nachrichtenprogramme in Deutschland publiziert und auf zahlreiche eigene und fremde Webseiten syndiziert.
Durch Übernahmen von weiteren Verlagen, so des deutschsprachigen Medizin-Verlagsgeschäftes des englischen Konzerns „Reed Business Information“, wuchs der Verlag schnell und publiziert heute in 15 Teilbereichen der Medizin. Zum 1. September 2009 wurden die fünf Verlage unter der Dachmarke „Biermann Medizin“ zusammengefasst.
Biermann ist Autor des Buches Die Gesundheitsfalle – der Medizinisch-Industrielle Komplex. Er wohnt in Haus Spitz in Zülpich.

## Schriften (Auswahl)
als Autor
- Die Gesundheitsfalle. Der Medizinisch-Industrielle Komplex. Hoffmann und Campe, Hamburg 1992, ISBN 3-455-08431-1.

als Herausgeber
- Das Praxisbuch für den Truppenarzt. 2. Auflage. VG Regensberg & Biermann, Münster 1984, ISBN 3-924469-00-8.
- Augenheilkunde. Bericht zur Lage eines Faches. Biermann Verlag, Zülpich 1998, ISBN 3-930505-24-X.